# Отто Вінтер-Ельм
Отто Вінтер-Ельм (норв. Otto Winter-Hjelm; 8 жовтня 1837 — 3 травня 1931) — норвезький композитор, органіст та диригент.
Син відомого норвезького юриста, суді Верховного суду Клауса Вінтер-Ельма (1797—1871). Почав вивчати теологію в університеті Христиании, потім займався музикою, в тому числі під керівництвом Хальфдана Х'єрульфа. В 1857—1858 рр. навчався в Лейпцизькій консерваторії, потім в Новій Академії музики Теодора Куллака. В берлінський період написав симфонію сі бемоль мажор (1862), перший твір норвезького автора в цьому жанрі.
Повернувшись до Норвегії, диригував концертами Філармонічної спільноти Крістіании (поряд з Едвардом Григом), викладав в 1874—1921 рр., був органістом церкви Трійці в Осло. Опублікував збірку «Тридцять сім давніх гімнів» (норв. 37 ældre Salmemelodier; 1876, на основі фольклорних пошуків Л. М. Ліндемана), кантату «Світло» (норв. Lyset; 1897, текст Б'єрнст'єрне Б'єрнсона) та багато камерних творів. В 1886—1913 рр. виступав з консервативних позицій, як музичний критик в газеті «Aftenposten».